# Antons Austriņš
Œuvres principales
Puiškans (1931)
Antons Austriņš, né le 31 janvier 1884 à Vecpiebalga dans le Gouvernement de Livonie et mort le 17 avril 1934 à Riga en Lettonie, est un écrivain, poète, traducteur et journaliste letton, officier de l'Ordre des Trois Étoiles.

## Biographie

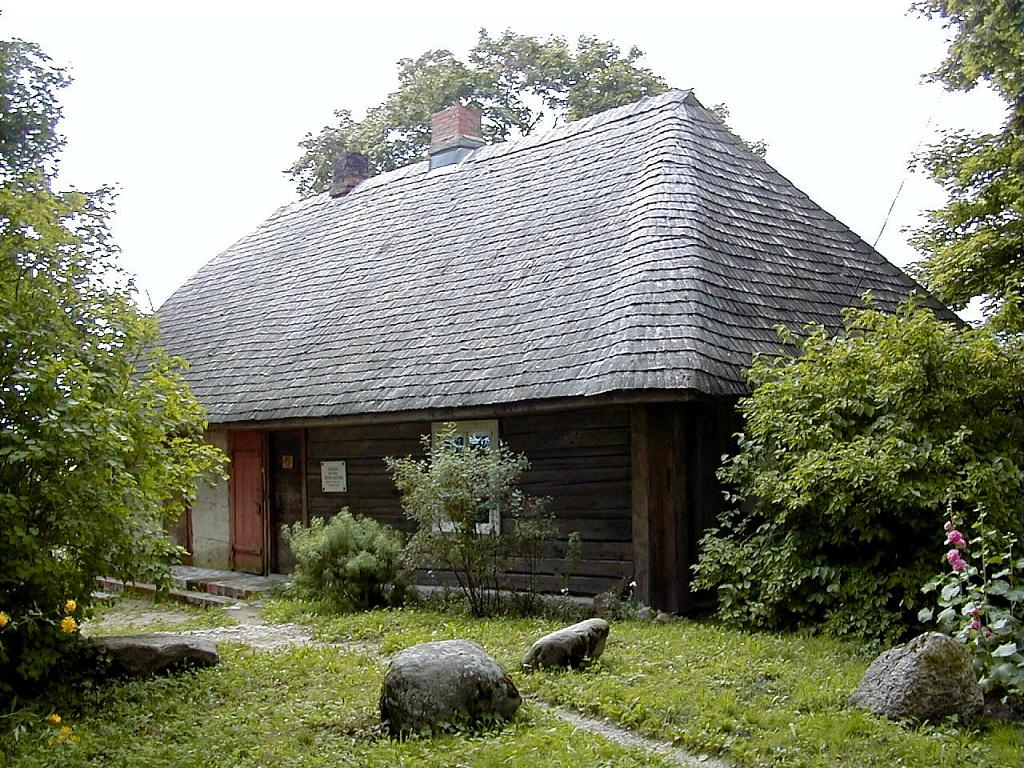
Musée d'Antons Austriņš à Vecpiebalga.

D'origine paysanne, Antons Austriņš nait dans la maison Kaikaši à Vecpiebalga. Sa scolarité commence à l'école paroissiale Upīte et se poursuit à l'école primaire de Vecpiebalga. Puis, il étudie au séminaire d'enseignants de Riga et au séminaire de zemstvo de Saint-Pétersbourg.
Le 13 janvier 1905 sur les berges de la Daugava à Riga, Austriņš participe à la manifestation populaire de soutien à la Révolution russe, lors de laquelle il est gravement blessé aux jambes. Après la répression des soulèvements, il passe plusieurs mois en prison, accusé d'assassinat politique. Lors d'une permission de sortie, il s'évade et s'exile en Finlande où il vit sous un nom d'emprunt. Il se cache également en Latgale aux alentours de 1909. Les impressions de cette période de sa vie trouvent l'écho dans le recueil Māras zeme. En tout, Austriņš mène une vie clandestine jusqu'à la Révolution de Février.
De retour en Lettonie, il travaille au commissariat à l'éducation du peuple de la République soviétique socialiste de Lettonie. Après que le pays retrouve son indépendance, en 1920-1923, il collabore avec la revue Latvijas Vēstnesis puis se consacre uniquement à la littérature. Il est l'auteur d'une vingtaine de livres et de nombreuses traductions.
L'écrivain décède à Riga en avril 1934. Il est inhumé au cimetière de la Forêt. Sa maison natale à Vecpiebalga accueille aujourd'hui son musée.

## Vie privée
Antons Austriņš était marié avec Marta Zapoļska (1893-1991). Ensemble, ils ont une fille, Mudīte Austriņa (19.01.1924.-02.07.1991.) et deux petits-enfants, Marta Austriņa et Antons Austriņš.

## Œuvres

### Poésies
- Vakardiena (1907)
- Mākoņu gaita (1909)
- Klusuma gaviles (1921)
- Saules grieži (1923)
- Sakasnis (1923)
- Dzīves burvība (1925)
- Vēriens (1928)

### Recueils de nouvelles
- Māras zemē (1919)
- Vērpetē (1920)
- Nopūtas vējā (1920)
- Puiškans (1931)
- Bez izkārtnes (1934)

### Théâtre
- Saules grieži (1923)
- Aizsaule (1933)

### Romans
- Garā jūdze (1926-1935)